# SAP R/3
SAP R/3（エスエイピー - ）は、ドイツSAP社の開発したERPソフトウェアである。R/3は、一部企業向けに出荷されたSystem R、汎用機向けソフトウェアのR/2に続くオープンシステム、クライアント/サーバシステムに初めて対応した新しいバージョンのERPパッケージである。
現在は、SAP R/3 Enterpriseを最後のバージョンとして提供終了し、新機能の追加開発は後継のSAP ERPシリーズやSAP S/4HANAに移行している。SAP ERPでは、従来のR/3部分を「ECC」と呼んでいる。SAPは以前はR/3一辺倒の戦略であったが、ECC以外のAPOやBW（BIツール）、SEMといった製品にも力を入れており、それらを必要に応じて組み合わせて利用することを顧客に推奨する戦略に変化しつつある。

## 歴史
1960年代後半から 1980年代にかけて、増大しつづけるソフトウェア開発の複雑性が懸念されていた。ソフトウェアが複雑になりすぎて、致命的な間違いを起こしやすくなるというものである。ブルックスなど多くの人々が提唱したこれに対するひとつの解決策が、ソフトウェアの再利用性を最大限に高めるようなモジュール化のアプローチを使い、共通のビジネスプロセスを内部トランザクションの中にカプセル化するというものだった。
その結果、SAP はオブジェクト指向を用いた「ビジネスオブジェクト」の概念を導入した。例えば「顧客」は、システム中では“顧客”ビジネスオブジェクトをインスタンス化したものと考えることができ、他のオブジェクトとの相互作用はあらかじめ定義された (しかしカスタマイズ可能な) やりかたで行う。ある意味で、SAP はビジネスのためのオペレーティングシステムということもできる。
SAP R/3 の前のバージョンである SAP R/2 はメインフレームベースのビジネス・アプリケーションソフトウェア群として 1980年代 から 1990年代初頭にかけてとくに成功した。この製品は多言語、多通貨を扱ったソフト・リアルタイムビジネスを必要とするヨーロッパ諸国の多国籍企業のあいだでとりわけ人気を誇った。分散型クライアント・サーバ・コンピューティングが登場すると、同社は R/2 をクライアント・サーバに対応させた SAP R/3 と呼ばれるソフトウェアを開発した。これは Windows や UNIX など複数のプラットフォームに対応しており、その結果 1999年から SAP はまったく新しい顧客ベースを獲得することになった。SAP R/3 は 1992年 7月6日に公式発表されている。SAP はその後 10年にわたって大型ビジネスアプリケーション市場を席巻した。近年では、R/3の後継としてERP6.0が登場しSOAに対応しユーザライクなGUIが可能となってきている。
SAP のソフトウェアにはカスタマイズ可能なプロセスが含まれており、これは企業が自分のビジネスをモデル化するのに使うことができる。伝統的に、ソフトウェアを購入するとビジネスアプリケーションを構築するためのツールが含まれているが、これらのツール自体はビジネスプロセスを提供しない。SAP はこのために標準化された手続きを導入しており、これはプロセスのベストプラクティス・ソリューションと呼ばれる。実際の SAP ソフトウェアの使用には、通常このベストプラクティスに精通した専門コンサルタントの知識が必要である。

## モジュール
モジュールは、IS (Industry solution) としてコンポーネントが提供される。
SD:販売管理
販売管理のモジュール
Sales and Distribution
MM:在庫購買管理
在庫購買管理のモジュール
Material Management
WM:倉庫管理
倉庫管理のモジュール
Warehouse Management
PP:生産計画/管理
生産計画、生産管理のモジュール
Production Planning and Control
QM:品質管理
品質管理のモジュール
Quality Management
PM:プラント保全
プラント保全のモジュール
Plant Maintenance
HR:人事管理
人事給与のモジュール
Human Resources
PS:プロジェクト管理
プロジェクト管理のモジュール
Project System
FI:財務会計
財務会計のモジュール
Financial Accounting
サブモジュールとして、G/L（総勘定元帳）、AP（債務管理）、AR（債権管理）、AA（固定資産管理）、SL（特別目的元帳）などが用意されている。
CO:管理会計
管理会計のモジュール
Controling
RE:不動産管理
不動産管理のモジュール
Real Estate
IM:設備予算管理
設備投資管理のモジュール
Investment Management
CA:クロスアプリケーション
クロスアプリケーションのモジュール
Cross Application
CA-DMS:文書管理
Document Management System
CA-CL:分類
Classification

## SAP認定試験
SAP社では、ERPの導入プロジェクトメンバーとして活躍するために必要な知識やノウハウを備えていることを証明する認定試験を実施している。

## アドオン言語
標準モジュールでは業務を実現できない場合に、アドオンというプログラムの追加開発を行う。その際用いられる言語は、ABAPである。